# Desplatsia mildbraedii
Desplatsia mildbraedii är en malvaväxtart som beskrevs av Karl Ewald Maximilian Burret. Desplatsia mildbraedii ingår i släktet Desplatsia och familjen malvaväxter. Inga underarter finns listade i Catalogue of Life.